# Amado Balmes
Amado Balmes Alonso (Zaragoza, 7 de noviembre de 1877-Las Palmas de Gran Canaria, 16 de julio de 1936) fue un militar español que alcanzó la graduación de general de brigada y prestó valiosos servicios durante la guerra del Rif. Su muerte accidental, inesperada y sorprendente, un día antes del inicio de la Guerra Civil Española ha generado cierta polémica en la historiografía española puesto que posibilitó el traslado oficial del general Franco de Santa Cruz de Tenerife a Las Palmas de Gran Canaria, donde se encontraba el avión Dragon Rapide que lo llevaría al norte de África para ponerse al mando de las tropas sublevadas en aquel protectorado contra el gobierno del Frente Popular. 

## Biografía
Perteneciente a una distinguida familia de larga tradición y raigambre aragonesa, era descendiente del gran filósofo Jaime Balmes. Asistió al Colegio de los Padres Escolapios de Zaragoza al igual que el fundador de la legión, José Millán Astray.
Ingresó en la academia de Infantería el 7 de febrero de 1897. Terminado sus estudios el año 1900, es promovido a segundo teniente;  a primer teniente en julio de 1903; a capitán en junio de 1908; a comandante por méritos de guerra en noviembre del 14; a teniente coronel en febrero del 23; a teniente coronel en octubre de 1925; y a general en octubre de 1927.
Prestó en la guerra del Rif valiosos servicios al mando de varias unidades, entre ellas la primera legión del Tercio, que le valió el ascenso de teniente coronel a coronel en febrero de 1926. Como coronel fue destinado a la segunda media brigada de Cazadores de Tetuán. Al frente de estas fuerzas destacó en las últimas operaciones que precedieron a la rendición de Abd-el-Krim. En una de esas operaciones  se apoderó de 41 cañones, varias ametralladoras y diverso material de guerra, un hecho notable de guerra que lo elevó más si cabe entre los más destacados militares africanistas. Todos sus ascensos fueron por méritos de guerra tomando parte de las campañas más destacadas de Marruecos. Siendo Coronel de Infantería, en octubre de 1927 es promovido al empleo de General de Brigada por los méritos de campaña contraidos por su brillante actuación durante la toma de Alhucemas durante los meses de octubre de 1926 y 1927.  En octubre de 1927 es destinado a la 2.ª Brigada de Cazadores de Tetúan. El 10 de diciembre de 1927, Alfonso XIII le concede una extensa audiencia militar junto a un grupo de generales. El 21 de diciembre de 1927, sus compañeros de la 5.ª promoción de infantería le agasajan con un banquete en el elegante y selecto restaurante Spiedum (aparato que en América se utiliza para asar carnes y aves) de Madrid, a la hora del champán ya en el postre, Balmes fue honrado con la inesperada presencia de su majestad, acto que fue recogido con una inolvidable ovación.El 3 de enero de 1930 es recibido en audiencia por su Alteza Real el Príncipe de Asturias. Unas semanas más tarde, el 8 de marzo de 1930, el general Amado Balmes es nombrado Jefe Superior de Aeronaútica sustituyendo al general Kindelán. El 23 de mayo de 1930 le es concedida la Gran Cruz de San Hermenegildo.  Durante su periodo de jefe aeronaútico sufrió un comentado accidente aéreo cuando se disponía a pasar revista a las fuerzas aéreas de Rio Oro. Habiendo salido de Cádiz con dirección a la Guinea española cayó al mar a dos millas de Ceuta, permaneciendo tres horas aislado hasta que fue recogido por una embarcación pesquera. El 7 de noviembre de 1930 es recibido nuevamente en audiencia militar por el rey Alfonso XIII. El 9 de enero de 1931, el general brigadier Amado Balmes es cesado como Jefe Superior de Aeronáutica, quedando a la orden del ministro. Unos días más tarde, el 13 de enero, es recibido en audiencia por Alfonso XIII. El 1 de febrero de 1931 pasa a la situación B, del reglamento de Aeronaútica. En el momento de la proclamación de la Segunda República, como hemos dicho, ya ostentaba el rango de general de brigada.El 30 de abril es alejado de Madrid, siendo destinado por Azaña a la brigada de Mallorca. El 17 de junio de  1931 es nombrado comandante militar de Mahón. 
El 24 de octubre de 1931, La Voz de Menorca, publica una carta abierta al ministro de la Guerra, Manuel Azaña. En esa carta abierta dirigida a Azaña, la Federación Socialista y Obrera Menorquina denuncia la hostilidad del comandante militar de Mahón (Menorca), el general Balmes, con la República, acusándolo diréctamente de ser monárquico, no tragar a la República y de querer imponer su acendrado monarquismo a sus subordinados. "Es peligroso para la República que tales borbonistas asuman la máxima autoridad militar en una isla como la de Menorca"; "Sr. Ministro de Guerra: La República ha de ser respetada o ha de ser temida".
Es conocido por su muerte el 16 de julio de 1936 cuando era gobernador militar de Las Palmas, debido a un accidente cuando manipulaba su pistola, para algunos era el comienzo del golpe de Estado.
Al día siguiente en La Gaceta de Tenerife se hace la primera descripción de los hechos: 
"A las 10.30h de la mañana de ayer, el general Balmes, siguiendo su costumbre de otros días, se dirigió a su despacho de la Comandancia Militar, despachando brevemente con el jefe de Estado Mayor; después se trasladó en coche a la batería de San Fernando de La Isleta, donde comenzó a ejercitarse en el tiro de pistola, encasquillándosele la misma cuando apenas había efectuado siete disparos. Tras de varios esfuerzos inútiles para desencasquillar el arma, apoyó ésta sobre el vientre para conseguir mejor su propósito, pero en aquel momento, por un descuido inexplicable, se le volvió la pistola hacia si, al propio tiempo que se disparaba, atravesándole el proyectil parte de la region abdominal. La herida fue calificada desde los primeros momentos de suma gravedad.
Inmediatamente el chófer que había guiado el coche en que se trasladó el malogrado general a dicha bateria, le condujo a la Casa de Socorro, donde viendo los cuatro facultativos la gravedad de la herida, dispusieron fuera llevado sin pérdida de tiempo al Hospital Militar de aquella plaza.
A pesar de haber sido asistido desde los primeros momentos convenientemente por varios médicos y practicantes, a las doce y media de ayer, dejó de existir tras una hora de cruentos padecimientos."
Han salido para Las Palmas, con el fin de asistir al entierro del ilustre general Balmes, Su fallecimiento sirvió al general Franco, comandante militar de Canarias, para desplazarse desde Santa Cruz de Tenerife a Las Palmas y embarcar en el Dragon Rapide con lo que pudo desplazarse al protectorado de Marruecos y encabezar la sublevación que dio inicio a la guerra civil española en las posesiones españolas en África.
La versión canónica sobre las causas de su muerte (que se apoyó la pistola en el vientre para desencasquillarla) fue puesta en duda en 2011 por el historiador Ángel Viñas. En su obra La conspiración del general Franco, Viñas postula que Balmes fue asesinado por orden de Franco debido a su negativa a unirse a la sublevación. En una obra posterior y tras una publicación del historiador Moisés Domínguez Núñez en la línea de la hipótesis accidental en 2015, Viñas publicó un nuevo trabajo, El primer asesinato de Franco, en el cual ratifica la versión del asesinato por medio de la refutación de la autopsia de Balmes, con base en errores e incongruencias varias de la misma y a otra información publicada.
En una réplica publicada posteriormente a la obra de Viñas, titulada General Amado Balmes: Caso cerrado, Moisés Domínguez Núñez insiste en que la causa de la muerte del militar habría sido, efectivamente, producto de un accidente. El autor basa su escrito a que su obra se basa en "documentos, dossier, informes, testimonios frente a elucubraciones y propuestas inauditas de Viñas más propias de novela negra que del mundo científico-histórico".